# The New Zapp IV U
Albums de Zapp
Zapp III
(1983) Zapp Vibe
(1989)
Singles
1. It Doesn't Really Matter
Sortie : 1985
2. Itchin for a Twitchin'
Sortie : 1986
3. Computer Love
Sortie : 1986

The New Zapp IV U est le quatrième album studio de Zapp, sorti le 25 octobre 1985.
L'album s'est classé 8e au Top R&B/Hip-Hop Albums et 110e au Billboard 200.

## Liste des titres
| No | Titre                      | Durée |
| -- | -------------------------- | ----- |
| 1. | It Doesn't Really Matter   | 5:28  |
| 2. | Computer Love              | 4:51  |
| 3. | Itchin' for Your Twitchin' | 4:05  |
| 4. | Radio People               | 5:55  |
| 5. | I Only Have Eyes for You   | 4:45  |
| 6. | Rock 'n' Roll              | 4:51  |
| 7. | Cas-Ta-Spellome            | 3:33  |
| 8. | Make Me Feel Good          | 5:17  |
| 9. | Ja Ready to Rock           | 4:18  |